# Бійня в Маалоті
Бійня в Маалоті, або Масове вбивство в Маалоті, – масове вбивство мирних ізраїльських громадян, учинене 15 травня 1974 року бойовиками терористичної організації Демократичний фронт звільнення Палестини (ДФОП) у місті Маалот. Проникнувши в Ізраїль через кордон з Ліваном, терористи вбили кількох мирних жителів (не менше 6) у різних місцях. Зумівши уникнути затримання, вони взяли в заручники щонайменше 89 осіб у школі «Нетів Меїр», після чого почали вимагати звільнити 26 своїх соратників із ізраїльських в'язниць.
Після захоплення будівлі, що тривало майже десять годин, війська спеціального призначення почали штурм, але терористи встигли убити 25 і поранити не менше 30 заручників, перед тим як були знищені самі. Всього в результаті різанини загинула 31 особа (плюс троє терористів), з яких більшу частину склали учні, які перебували в заручниках у школі «Нетів Меїр».

## Перебіг теракту
Усе почалось, коли три озброєні палестинські терористи з Демократичного фронту визволення Палестини потрапили в Ізраїль з території Лівану. Невдовзі після цього вони атакували автофургон, у якому убили двох ізраїльських арабок та увійшли в житловий будинок у місті Маалоті. Там вони убили сімейну пару та їхнього чотирирічного сина. Звідтіля терористи попрямували до початкової школи Нетів Меір, місті Маалот, де 15 травня 1974 року взяли у заручники понад 115 людей, включаючи 105 (за іншими даними 85) підлітків. Викрадачі скоро висунули вимоги звільнити з тюрем Ізраїлю 23 (або 26) палестинських бійців, або ж учнів буде убито. На другий день протистояння підрозділ Бригади Годані штурмував будівлю. Упродовж захоплення викрадачі убивали дітей гранатами та автоматичною зброєю. Зрештою загинуло 25 заручників, серед них 22 підлітків, та понад 68 було поранено.

## Відповідь Ізраїлю
Наступного після бійні дня Армія оборони Ізраїлю здійснила бомбардування тренувальних таборів ДФВП та НФВП. Щонайменше 27 людей загинули та 138 отримали поранення.